# Urea
La urea és un compost químic cristal·lí, incolor, de fórmula {\displaystyle {\ce {CO(NH2)2}}}, present en l'orina dels mamífers. El seu nom sistemàtic és metandiamida. El procés bàsic d'obtenció de la urea s'anomena síntesi de Wöhler en honor d'aquest químic. També se n'ha trobat a les naturals, sent considerada un mineral que pertany a la classe dels minerals orgànics; també s'anomena urea.

## Història

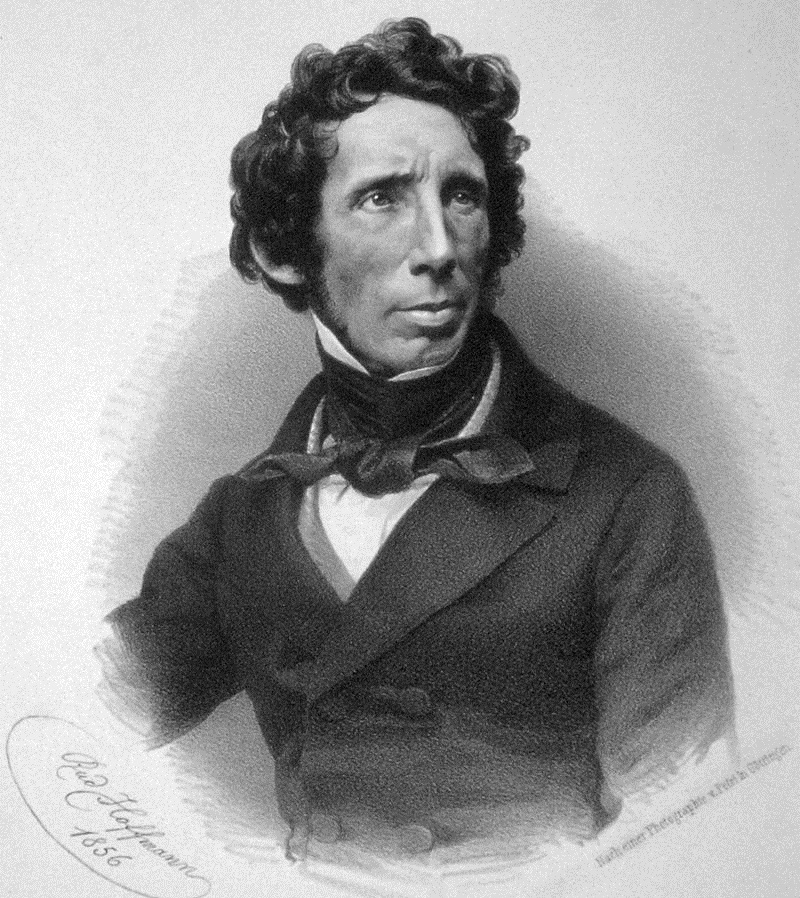
Friedrich Wölher.

La urea fou aïllada per primera vegada pel químic francès Hilaire Rouelle el 1773, de l'orina humana, de la de vaques i de la de cavalls. El 1799 fou nomenada «urée», en català «urea», pels químics francesos Antoine François de Fourcroy (1755–1809) i Louis Nicolas Vauquelin (1763–1829), a partir del francès «urine», 'orina', pel seu origen.
Fou obtinguda sintèticament per primera vegada el 1824 pel químic alemany Friedrich Wöhler (1800–1882) però no l'identificà fins al 1828 i pogué publicar el seu treball La sintetitzà fent reaccionar hidròxid d'amoni {\displaystyle {\ce {NH4OH}}} amb isocianat de plom(II) {\displaystyle {\ce {Pb(OCN)2}}}:
{\displaystyle {\ce {Pb(OCN)2 + 2NH4OH -> 2CO(NH)2 + Pb(OH)2}}}

En reaccionar primer formen isocianat d'amoni {\displaystyle {\ce {NH4OCN}}} que es transforma en urea en ser escalfat:
Aquesta síntesi és molt important, ja que fou el primer compost orgànic sintetitzat a partir de composts inorgànics, cosa que representà una primera prova contra la força vital. Aquesta teoria suposava que les substàncies orgàniques només podien ser sintetitzades per organismes vius i el naixement de la química orgànica.

## Característiques

### Propietats físiques

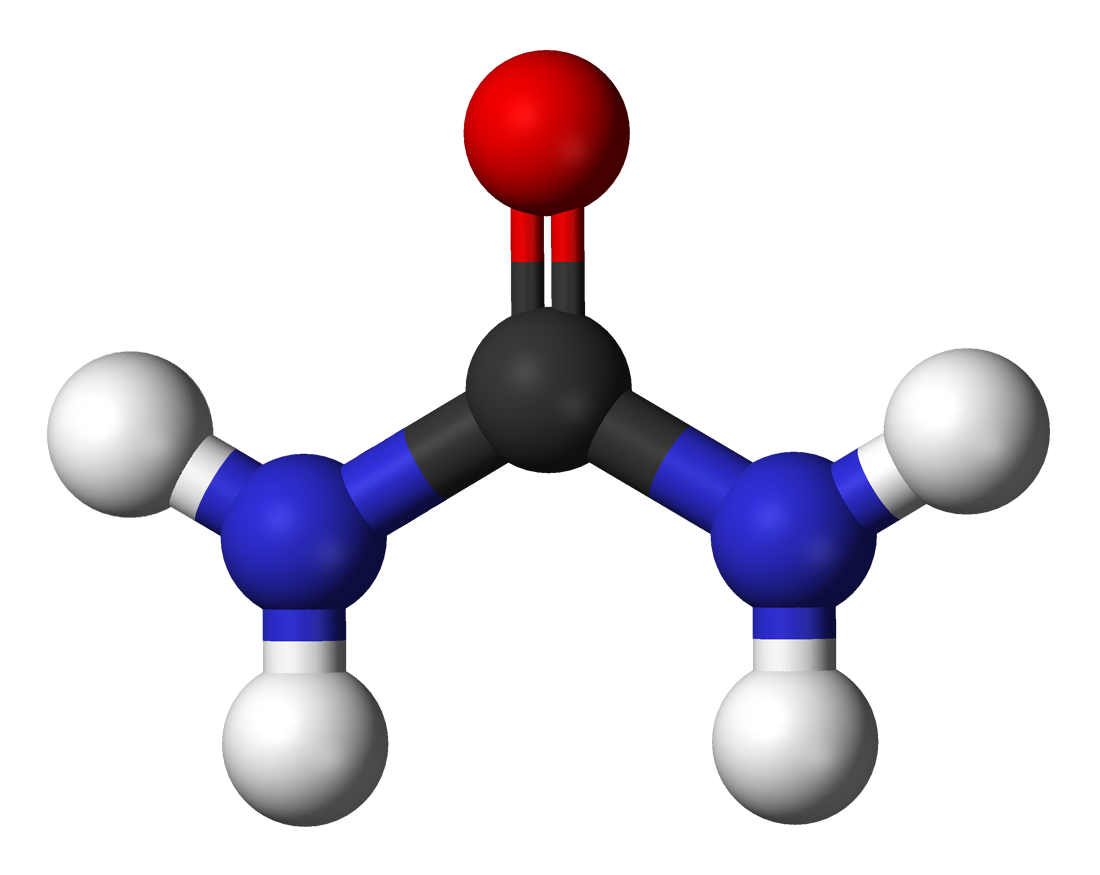
Model de molècula d'urea.

La urea és un sòlid blanc inodor, que cristal·litza amb agulles llargues de densitat 1,335 g /cm³. Cristal·litza en el sistema tetragonal. Té un punt d'ebullició de 132,7 °C i es descompon en amoníac i àcid isociànic abans de bullir. És molt soluble en aigua (545 g/L) i soluble en etanol, metanol i àcid acètic, lleugerament soluble en èter i cloroform i insoluble en benzè.

### Propietats químiques
En dissolució, la urea presenta els següents equilibris:
{\displaystyle {\ce {NH2CONH2 <=> NH4OCN <=> NH3 + HOCN}}}
En dissolucions concentrades l'àcid isociànic reacciona amb la urea a relativament baixa temperatura per donar biuret o carbamilurea {\displaystyle {\ce {NH2-CO-NH-CO-NH2}}}, triuret {\displaystyle {\ce {NH2-CO-NH-CO-NH-CO-NH2}}} i àcid cianúric {\displaystyle {\ce {(HNCO)3}}}. A més temperatura dona guanidina {\displaystyle {\ce {CNH(NH2)2}}}, ammelida {\displaystyle {\ce {C3N3(OH)2NH2}}}, ammelina {\displaystyle {\ce {C3N3OH(NH2)2}}} i melamina {\displaystyle {\ce {C3N3(NH2)3}}}.
La urea reacciona amb els òxids de nitrogen en fase gasosa a altes temperatures (800–1 500 °C), i a més baixa temperatura en fase líquida, per formar nitrogen {\displaystyle {\ce {N2}}}, diòxid de carboni {\displaystyle {\ce {CO2}}}i aigua {\displaystyle {\ce {H2O}}}. Aquesta reacció s'empra per eliminar òxids de nitrogen de gasos de combustió als vehicles de motor dièsel (additiu AdBlue, una dissolució d'urea al 32,5 %) i a les indústries. En escalfar la dissolució d'urea es descompon en amoníac i l'àcid isociànic. Aquest reacciona amb l'aigua (hidròlisi) per donar més amoníac i diòxid de carboni:
{\displaystyle {\ce {HCNO + H2O -> NH3 + CO2}}}

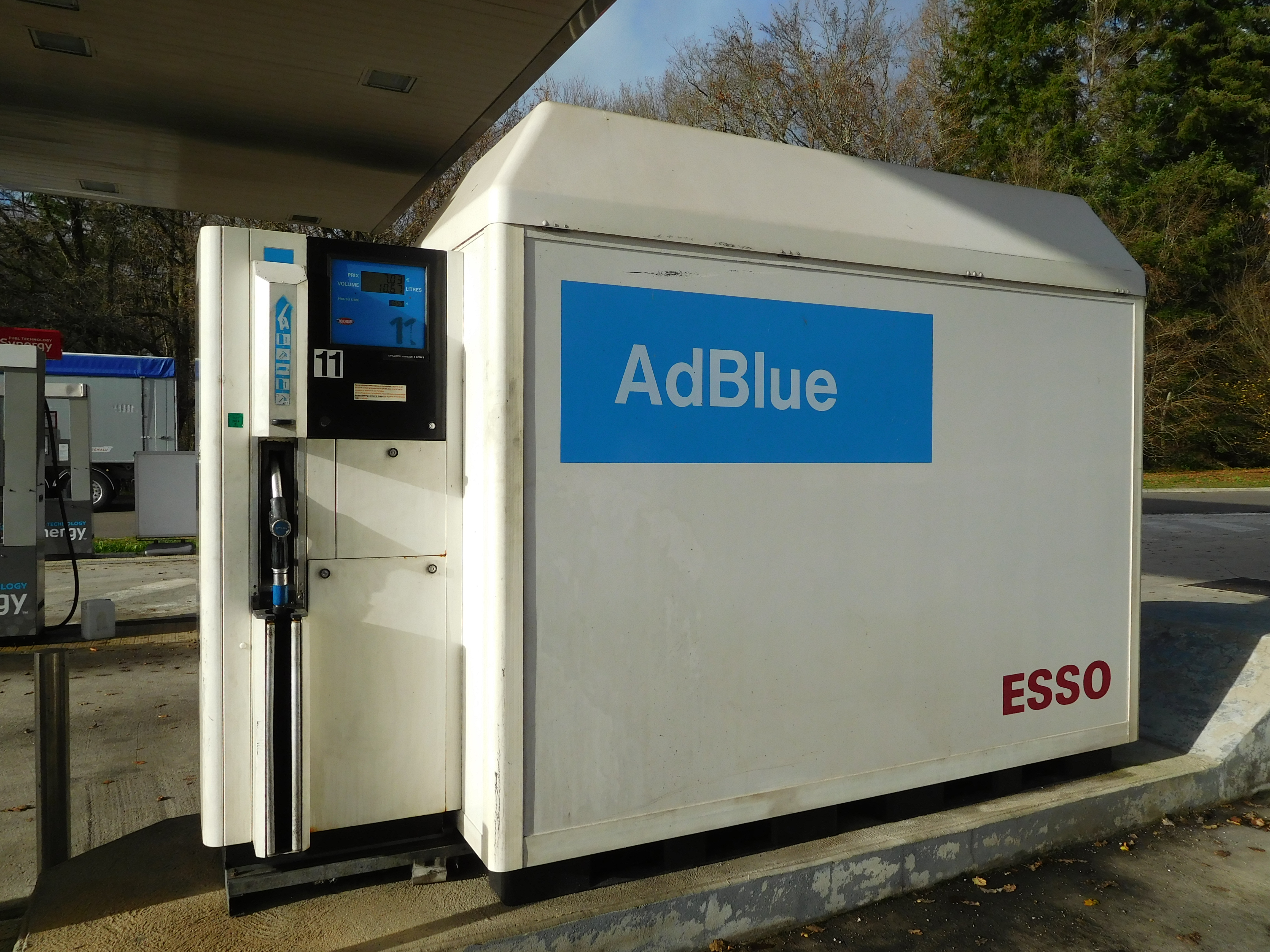
Sortidor d'AdBlue.

L'amoníac és el reactiu que reacciona amb els òxids de nitrogen:
{\displaystyle {\ce {4NO + 4NH3 + O2 -> 4N2 + 6H2O}}}{\displaystyle {\ce {NO + NO2 + 2NH3 -> 2N2 + 3H2O}}}{\displaystyle {\ce {6NO2 + 8NH3 -> 7N2 + 12H2O}}}
Amb formaldehid la urea reacciona en condicions àcides per donar amines secundàries i terciàries amb els dos grups. En condiciona bàsiques dona dimetilol urea.

## Estat natural

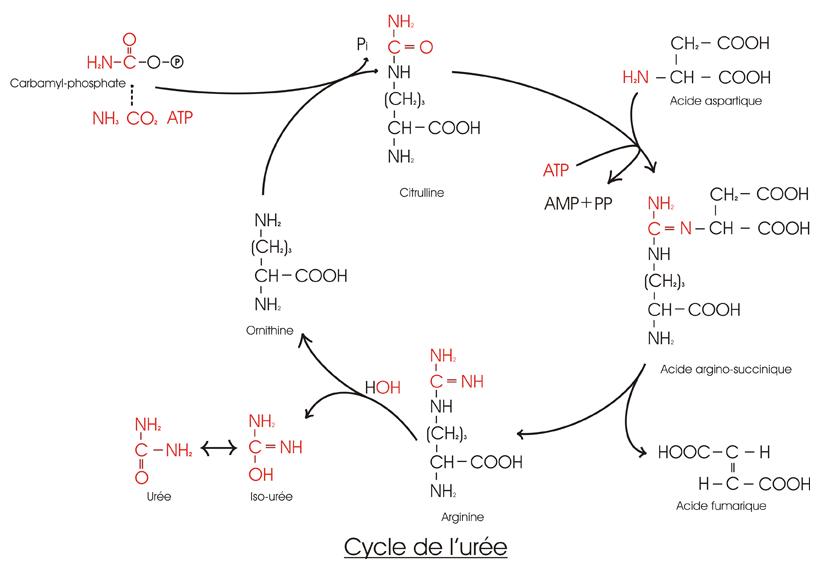
Cicle de la urea.

Es troba abundantment en l'orina, uns 9,3 g/L en l'orina humana, i és el principal producte terminal del metabolisme protídic en l'ésser humà i en els mamífers, i és excretada en grans quantitats per l'orina. En quantitats menors, és present a la sang, al fetge, a la limfa i en els fluids serosos, i també en els excrements dels peixos i molts altres animals. També és present en floridures dels fongs així com a les fulles i llavors de nombrosos llegums i cereals.
La urea es forma principalment al fetge com un producte final del metabolisme. El nitrogen de la urea, que constitueix la major part del nitrogen de l'orina, procedeix de la descomposició de les cèl·lules del cos, però sobretot, de les proteïnes dels aliments, que genera amoníac {\displaystyle {\ce {NH3}}}, tòxic per l'organisme.
La ureotèlia és aquella estratègia de gestió metabòlica del nitrogen en què determinats animals excreten urea com a principal catabòlit nitrogenat. Generalment es produeix en animals que poden excretar suficient volum d'aigua o concentrar la urea en una considerable quantitat d'orina. Es produeix en mamífers (excepte el dàlmata), rèptils aquàtics, amfibis i alguns peixos cartilaginosos (en aquest darrer cas retenen la urea en l'organisme per augmentar la pressió osmòtica).
En el fetge dels animals l'amoníac és desintoxicat per formar urea, la qual és força menys tòxica i pot romandre en el cos durant més temps sense causar-hi efectes nocius. Un gram d'urea requereix 50 ml d'aigua per ser excretada.
La transformació de l'amoníac en urea té lloc a través del cicle de la urea. En aquest cicle dues molècules d'amoníac es combinen amb una de diòxid de carboni per donar la urea. El procés té lloc mitjançant una sèrie d'etapes de reaccions bioquímiques on es genera l'aminoàcid ornitina {\displaystyle {\ce {C5H12N2O2}}}, per la qual cosa a aquest cicle també se'l coneix com a cicle de l'ornitina. Aquest cicle fou descobert pels bioquímics alemanys Hans Adolf Krebs (1900–1981) i Kurt Henseleit (1908–1973) el 1932.

## Obtenció
El químic alemany Friedrich Wöhler produí urea artificialment el 1828, però el procediment industrial, el procés Bosch–Meiser gràcies als alemanys Carl Bosch (1874–1940) i Wilhelm Meiser, es desenvolupà només un segle més tard, el 1922. Aquest procés es basa en la reacció entre l'amoníac i el diòxid de carboni:
{\displaystyle {\ce {2NH3 + CO2 <=> NH4(H2NCO2)}}}
El carbamat d'amoni que s'obté en una primera reacció, es descompon per acció de la calor i dona urea i aigua:
{\displaystyle {\ce {NH4(H2NCO2) <=> CO(NH2)2 + H2O}}}

## Usos
La capacitat global de producció d'urea és d'uns 220 milions t/any. A part de l'amoníac, la urea té el contingut de nitrogen més alt de tots els productes químics industrials i té una gran demanda com a fertilitzant. A causa del seu alt contingut en nitrogen, la urea preparada comercialment s'utilitza en la fabricació de fertilitzants agrícoles. Es fa servir també com a estabilitzador en explosius de nitrocel·lulosa i és un component bàsic de les resines preparades sintèticament.

### En agricultura
Més del 90 % de la producció mundial d'urea es destina a fertilitzant en agricultura. Pel fet de tenir el contingut de nitrogen més alt entre tots els adobs químics sòlids d'ús comú en agricultura, té els costos de transport més baixos per unitat de nitrogen nutrient. L'estàndard com a fertilitzant és 46-0-0 (46 % de nitrogen, 0 % de fòsfor, 0 % de potassi).{ICIS Arxivat 2011-10-02 a Wayback Machine.}
Molts bacteris dels sòls tenen l'enzim ureasa, el qual catalitza la conversió d'una molècula d'urea i una altra d'aigua en dues molècules d'amoníac i una de diòxid de carboni ({\textstyle {\ce {CO(NH2)2 + H2O -> 2NH3 + CO2}}}), així els adobs amb urea ràpidament es transformen a la forma amoniacal en els sòls. Entre els bacteris del sòl que tenen ureasa hi ha els nitrosomones que fan el procés de la nitrificació. Els bacteris que oxiden el nitrit a nitrat es troben els nitrobàcter, el qual és molt mòbil en els sòls i provoca contaminació de les aigües. L'amoni i el nitrat s'absorbeixen ràpidament per les plantes i és la font principal de nitrogen per al seu creixement. També es fa servir urea en moltes formulacions d'adobs químics. Com que la urea és molt soluble en aigua, es fa servir com adob líquid en combinació amb el nitrat d'amoni. La urea s'aplica normalment en una proporció de 40 a 300 kg/ha. No és compatible amb altres adobs. Aplicada com adob foliar es fa en concentracions de 0,5 % al 2,0 % i amb baix contingut de biuret, la impuresa més comuna, el qual perjudica el creixement de les plantes.

### Indústria química

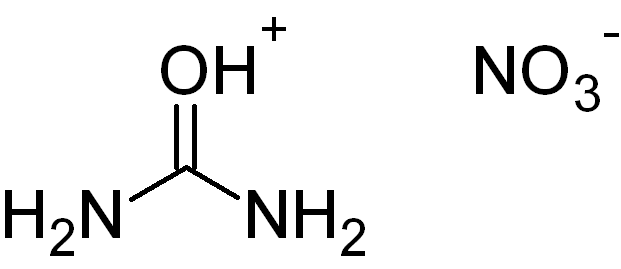
Nitrat d'urea.

És el material de partida per fabricar molts productes com plàstics, especialment les resines d'urea-formaldehid; adhesius, com els d'urea-formaldehid o de resina urea-melanina-formaldehid; cianat de potassi, i nitrat d'urea, altament explosiu.

### Automòbils

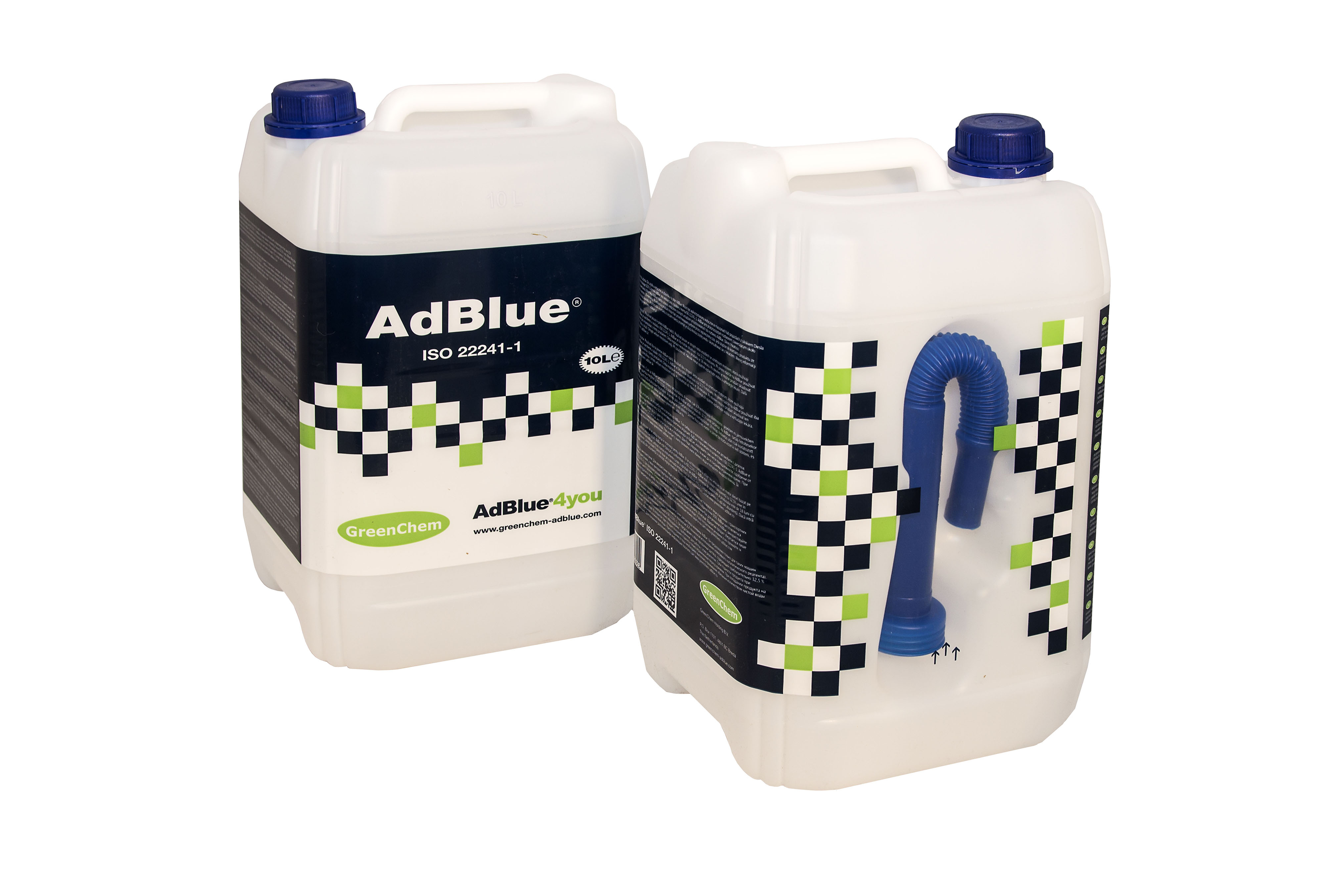
AdBlue

La urea es fa servir en les reaccions de reducció no catalítica selectiva (SNCR) i la reducció catalítica selectiva (SCR) per reduir l'òxid de nitrogen provinent de la combustió del combustible dièsel i del gas natural.

### Altres usos comercials
- Un estabilitzador en els explosius de nitrocel·lulosa.
- Un component de la nutrició per animals.
- Una alternativa no corrosiva per a la sal emprada en les carreteres contra les glaçades.
- Un additiu saboritzant per a les cigarretes.
- Un ingredient d'algunes cremes per a la pell,[18] humidificador i condicionador dels cabells.
- Un ingredient en molts productes per a blanquejar les dents.

### En laboratori
La urea a concentracions de fins a 10 M és un poderós desnaturalitzador de proteïnes i això serveix per incrementar la solubilitat d'algunes proteïnes. Una mescla d'urea i clorur de colina es fa servir com un solvent. Es pot fer servir urea com a font d'hidrogen en cèl·lules de combustible.

### En medicina
Una crema amb urea rehidrata la pell. La urea al 40% està indicada en la psoriasi, xerosi, onicomicosi, èczema, queratosi, queratodèrmia, i durícies de la pell. La urea al 40% "dissol la matriu intercel·lular" de la placa de les ungles sense afectar-ne les parts sanes. La injecció d'urea es fa servir per provocar l'avortament. El contingut d'urea en la sang es mesura com a marcador de la funció renal. També serveix per detectar en l'alè la presència del bacteri Helicobacter pylori associat amb úlceres pèptiques.

### Anàlisi
La urea es quantifica ràpidament a través de diversos mètodes com és el mètode colorimètric monoxim diacetil i la reacció de Berthelot.